# Apple A8X

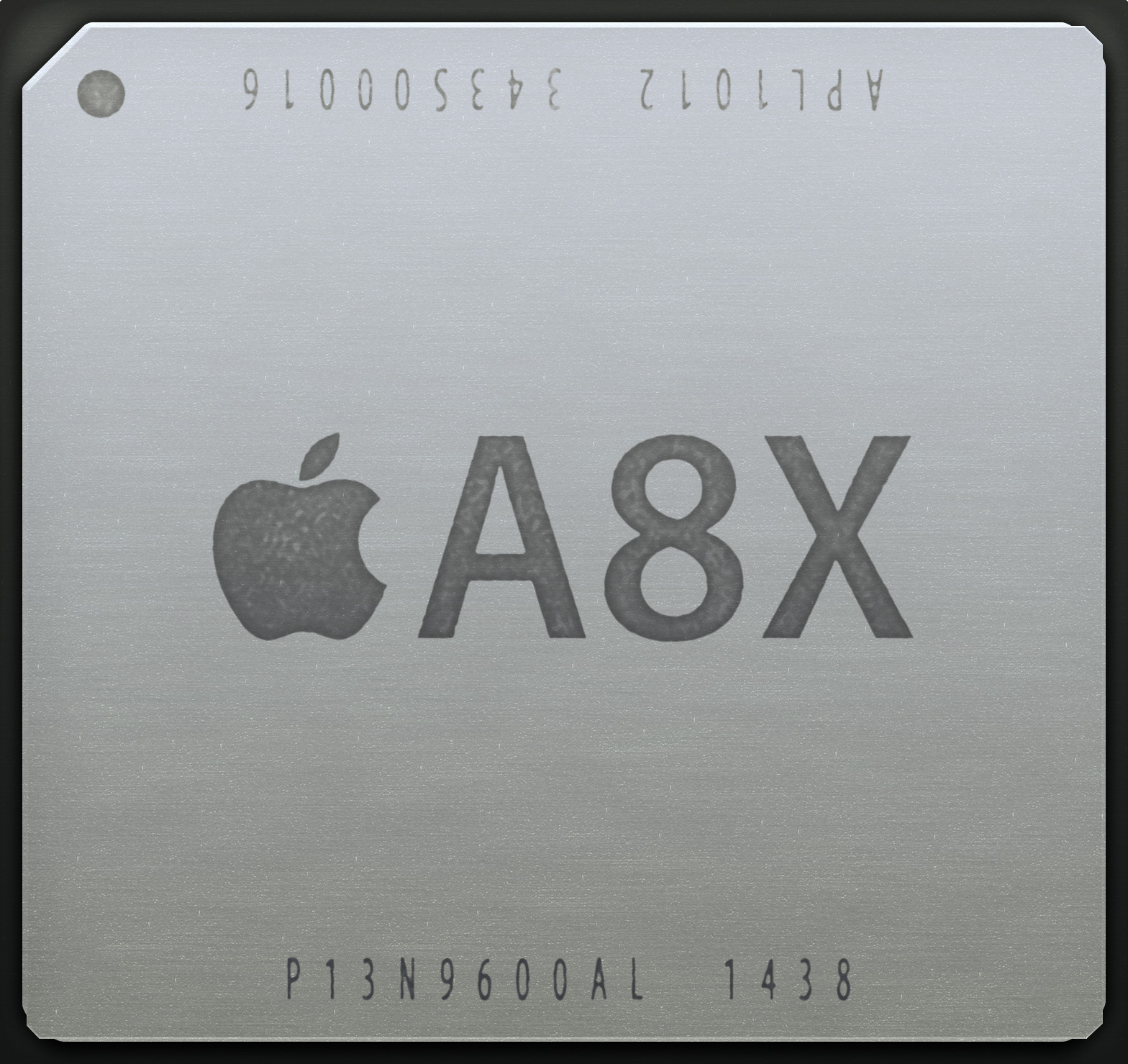
Apple A8X SoC

Der Apple A8X ist ein von dem US-amerikanischen Unternehmen Apple entwickeltes und vom taiwanischen Unternehmen TSMC gefertigtes System-on-a-Chip (SoC). Er kombiniert eine 64-Bit-ARM-CPU mit einem Grafikprozessor und Hauptspeicher. Der A8X trägt die interne Bezeichnung APL 1012 und ist das erste SoC von Apple, das über drei Prozessorkerne und 2 GB RAM verfügt.

## Geschichte
Der A8X ist nach dem A8 das zweite SoC, das von TSMC für Apple gefertigt wird. Hersteller der Vorgänger-SoCs war Samsung. Dem Wechsel von Samsung zu TSMC sind jahrelange Firmenstreitigkeiten vorausgegangen. Dennoch stellt Samsung weiterhin ältere Chips für Apple her. Der A8X wurde von Apple am 16. Oktober 2014 als Teil des iPad Air 2 vorgestellt und wird darin vom Sensor-Koprozessor M8 unterstützt.
Der Prozessor des A8X enthält Techniken, welche von einem Patent der Universität von Wisconsin geschützt sind. Daher muss das Unternehmen wegen Patentverletzung 234 Millionen Dollar Schadenersatz zahlen.

## Technik
Der im iPad Air 2 verbaute A8X-Chip mit dem Namen APL 1012 hat drei mit 1,5 GHz getaktete RISC-Prozessorkerne, die den 64-bit Armv8-A-Befehlssatz unterstützen und zum 32-bit-Armv7 und ARMv6-Befehlssatz abwärtskompatibel sind. Die Mikroarchitektur unter der Bezeichnung Typhoon stellt eine Eigenentwicklung von Apple dar. Sie erzielt gegenüber der ersten Cyclone-Generation eine um 16 Prozent höhere Verarbeitungsleistung (IPC, Instruktionen pro Taktzyklus); die Taktfrequenz stieg gegenüber dem Apple A7 des iPad Air (S5L8965) nur um 8 Prozent.
Der A8X adressiert über einen 64-bit breiten Adressbus 2 GB SDRAM-Speicher (LPDDR3), der mit 1600 MHz getaktet ist. Der A8X wird bei TSMC im 20SOC-Prozess gefertigt. Durch den veränderten Herstellungsprozess passen drei Milliarden Transistoren auf den Chip. Als GPU kommt eine von Apple modifizierte PowerVR Series6XT mit acht Shader-Clustern zum Einsatz.
Aufgrund der höheren Leistung des A8X (Apple gibt 40 % mehr Rechenleistung sowie 250 % mehr Grafikleistung gegenüber dem Vorgänger A7 an) hat der A8X wie auch schon die Vorgänger A5X, A6X und S5L8965 einen metallischen Heatspreader, der der gesteigerten Wärmeabgabe durch bessere Wärmeabgabe entgegenwirkt.
Die Speicherschnittstelle ist mit 128 bit doppelt so breit wie beim A8, dazu konnten Messungen ebenso beweisen, dass der L2-Cache mit 2 MB doppelt so groß ausgeführt wurde wie beim A8.

### Mikroarchitektur

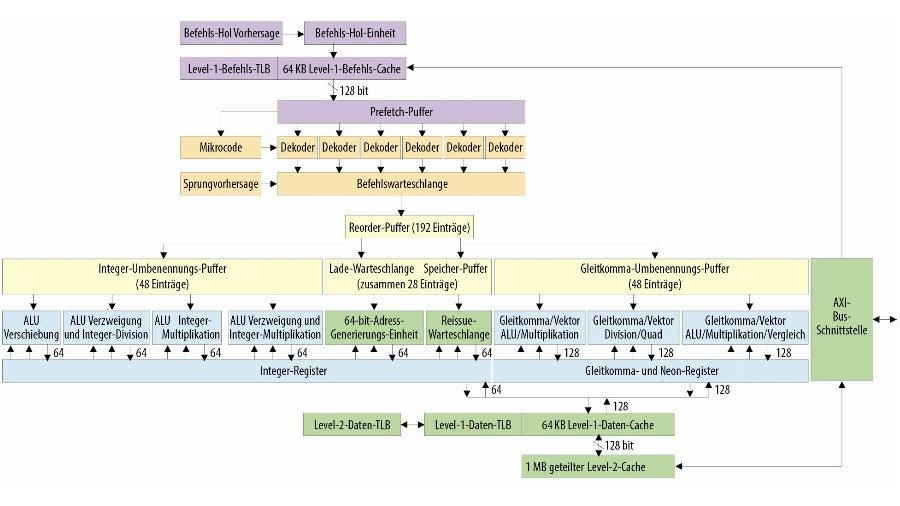
Blockschaltbild von Apples 64-bit-Cyclone-CPU der zweiten Generation.

Die Prozessorkerne des Apple A8X wurden seitens Apple nicht direkt von ARM lizenziert, sondern mittels einer sogenannten ARM-Architekturlizenz, die u. a. auch der Chiphersteller Qualcomm für seine Snapdragon-SoCs nutzt, als Nachfolger der Cyclone-CPU aus dem Apple A7 entwickelt. Da Apple selbst kaum technische Informationen über Cyclone herausgibt, gibt es nur begrenzt gesicherte Informationen über die Mikroarchitektur.
Mittels einiger von Apple veröffentlichter Informationen, eines iPhone 6 und selbst entwickelter Apps hat der Elektronik-Redakteur Frank Riemenschneider versucht, Rückschlüsse auf die Mikroarchitektur von Cyclone zu ziehen. Das präsentierte Blockschaltbild der zweiten Cyclone-Generation ist das bislang einzig veröffentlichte seiner Art.